# 1041 Asta
1041 Asta är en asteroid i huvudbältet som upptäcktes den 22 mars 1925 av den tyske astronomen Karl Wilhelm Reinmuth. Dess preliminära beteckning var 1925 FA. Asteroiden namngavs senare efter den danska stumfilmsstjärnan Asta Nielsen.
Astas senaste periheliepassage skedde den 7 januari 2020. Fotometriska observationer 2008 har gett vid handen att asteroiden har en rotationstid på 7,99 ± 0,02 timmar och en variation i ljusstyrka på 0,22 ± 0,02 magnituder.